# St. Katharina (Kathrinhagen)

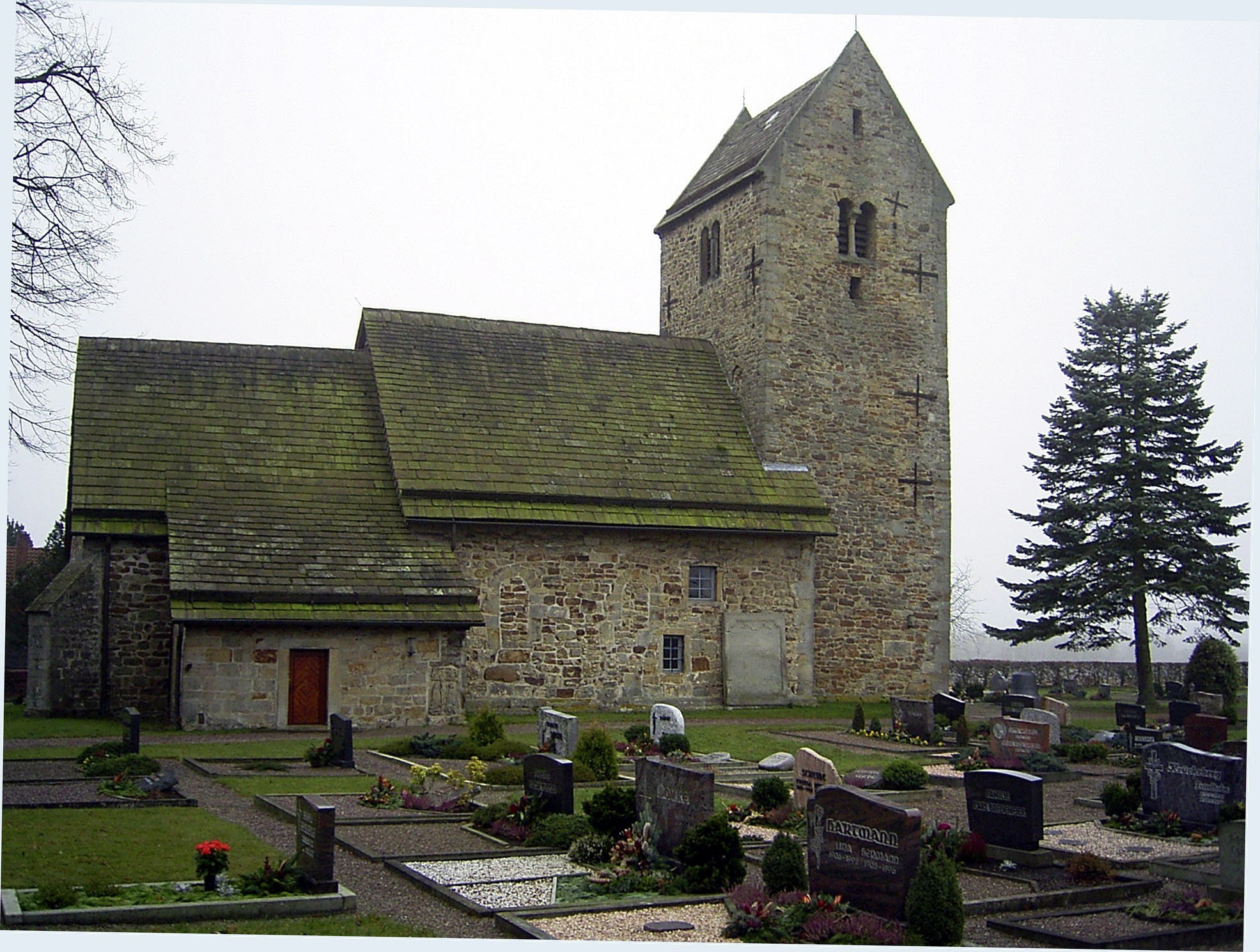
St. Katharina

Die evangelisch-lutherische denkmalgeschützte Kirche St. Katharina steht auf dem Kirchfriedhof von Kathrinhagen, einem Ortsteil der Gemeinde Auetal im Landkreis Schaumburg in Niedersachsen. Die Kirchengemeinde Kathrinhagen-Rolfshagen gehört zum Kirchenkreis Grafschaft Schaumburg im Sprengel Hannover der Evangelisch-lutherischen Landeskirche Hannovers.

## Beschreibung
Das Langhaus der kleinen Saalkirche und der querrechteckige hohe Kirchturm im Westen wurden um 1200 aus Bruchsteinmauerwerk erbaut. Der eingezogene rechteckige Chor wurde wenig später in der 1. Hälfte des 13. Jahrhunderts angefügt. Die rechteckige Sakristei an der Chornordseite wurde 1590 angebaut und ist mit dem Schleppdach des Chors bedeckt. Die Dachhaut der Satteldächer besteht aus Sandsteinplatten. Im Obergeschoss des Turms sind rundbogige gekuppelte Klangarkaden. An der Westseite ist ein großes rundbogiges Portal. 
Das Langhaus hat kleine Bogenfenster. An den östlichen Chorecken und an der Südmauer befinden sich Strebepfeiler. An der Südseite sind 2 schlichte Maßwerkfenster von 1568. Das leicht steigende Kreuzgewölbe auf den Schildbögen im Joch des Chors ist aus der 1. Hälfte des 13. Jahrhunderts. Im Langhaus wurde das Kreuzrippengewölbe ohne Dienste erst am Ende des 14. Jahrhunderts eingezogen. Alle Gewölbe wurden am Ende des 14. Jahrhunderts ausgemalt. Die Deckenmalerei wurde 1939 freigelegt. Einzelne Reste von Wandmalerei sind ebenfalls vorhanden. Das achteckige hölzerne Taufbecken stammt aus der ersten Hälfte des 17. Jahrhunderts. Die Kanzel wurde um 1700 gebaut. Sie ist mit Bildern der Evangelisten verziert. Die Empore im Westen hat eine Brüstung, die durch Blendarkaden gegliedert ist. 